# فرانسیس آیلمر ماکسول
فرانسیس آیلمر ماکسول (انگلیسی: Francis Aylmer Maxwell; ۷ سپتامبر ۱۸۷۱ – ۲۱ سپتامبر ۱۹۱۷) فرد نظامی اهل پادشاهی متحد بریتانیای کبیر و ایرلند بود. وی همچنین برندهٔ جوایزی همچون صلیب ویکتوریا شده‌است.